# Parapolybia indica
Parapolybia indica är en getingart som först beskrevs av Henri Saussure 1854.  Parapolybia indica ingår i släktet Parapolybia och familjen getingar.

## Underarter
Arten delas in i följande underarter:
- P. i. bioculata
- P. i. fulvinerva
- P. i. tinctipennis